# WTA-toernooi van Houston
Het WTA-toernooi van Houston is een tennistoernooi voor vrouwen dat om te beginnen in de twintigste eeuw van 1969 tot en met 1995 plaatsvond in de Amerikaanse stad Houston. De officiële naam van het toernooi was over het algemeen Virginia Slims of Houston.
De WTA organiseerde het toernooi, dat vanaf 1991 in de categorie "Tier II" viel en sinds 1985 werd gespeeld op gravel.
Er werd door 28 deelneemsters per jaar gestreden om de titel in het enkelspel, en door 16 paren om de dubbelspeltitel. Aan het kwalificatietoernooi voor het enkelspel namen 32 speelsters deel, met vier plaatsen in het hoofdtoernooi te vergeven.

## Historisch belang
Een der eerste edities van dit toernooi (in 1970) komt de eer toe om te worden beschouwd als het eerste evenement van wat toen nog Virginia Slims Tour heette, en dat uiteindelijk zou overgaan in dat wat sinds 1973 als WTA Tour bekendstaat. In 1970 tekenden negen vrouwen een 1-dollarcontract met sigarettenfabrikant Virginia Slims, hetgeen als de geboorte wordt beschouwd van het vrouwentennis zoals we dat heden ten dage kennen.

## Eenentwintigste eeuw
Sinds 2018 wordt hier opnieuw gespeeld, nu onder de naam Oracle Challenger Series in de categorie "Challenger" op hardcourtbuitenbanen.

## Officiële namen
| 1969      | River Oaks Invitational         |
| 1970      | Virginia Slims Invitational     |
| 1971      | Virginia Slims International    |
| 1973–1978 | Virginia Slims of Houston       |
| 1979–1982 | Avon Championships of Houston   |
| 1983–1994 | Virginia Slims of Houston       |
| 1995      | Gallery Furniture Championships |
| 1996–2017 | geen toernooi                   |
| 2018–     | Oracle Challenger Series        |

## Meervoudig winnaressen enkelspel
| speelster             | aantal titels | in de jaren           |
| --------------------- | ------------- | --------------------- |
| / Martina Navrátilová | 6             | 1976–1979, 1983, 1985 |
| Chris Evert           | 5             | 1974, 1975, 1986–1988 |
| Monica Seles          | 3             | 1989, 1991, 1992      |
| Billie Jean King      | 2             | 1971, 1980            |
| Hana Mandlíková       | 2             | 1981, 1984            |

## Historische finales

### Enkelspel
| Datum      | Naam                         | Cat.          | ($)           | Ondergrond        | Winnares            | Verliezend finaliste    | Uitslag       |
| ---------- | ---------------------------- | ------------- | ------------- | ----------------- | ------------------- | ----------------------- | ------------- |
| 1969-04-14 | River Oaks Invitational      |               |               | gravel, buiten    | Margaret Court      | Judy Tegart             | 3-6, 7-5, 6-1 |
| 1970-09-21 | Virginia Slims Invitational  |               | 7.500         | gravel, buiten    | Rosie Casals        | Judy Dalton             | 5-7, 6-1, 7-5 |
| 1971-08-02 | Virginia Slims International |               | 40.000        | tapijt, binnen    | Billie Jean King    | Kerry Melville          | 6-4, 4-6, 6-1 |
| 1972       | geen toernooi                | geen toernooi | geen toernooi | geen toernooi     | geen toernooi       | geen toernooi           | geen toernooi |
| 1973-09-17 | Virginia Slims of Houston    |               | 30.000        |                   | Françoise Dürr      | Rosie Casals            | 6-4, 1-6, 6-4 |
| 1974-09-30 | Virginia Slims of Houston    |               | 50.000        | hardcourt, buiten | Chris Evert         | Virginia Wade           | 6-3, 5-7, 6-1 |
| 1975-03-10 | Virginia Slims of Houston    |               | 75.000        | tapijt, binnen    | Chris Evert         | Margaret Court          | 6-3, 6-2      |
| 1976-01-12 | Virginia Slims of Houston    |               | 75.000        | tapijt, binnen    | Martina Navrátilová | Chris Evert             | 6-3, 6-4      |
| 1977-01-17 | Virginia Slims of Houston    |               | 100.000       | tapijt, binnen    | Martina Navrátilová | Sue Barker              | 7-6, 7-5      |
| 1978-01-16 | Virginia Slims of Houston    |               | 100.000       | tapijt, binnen    | Martina Navrátilová | Billie Jean King        | 1-6, 6-2, 6-2 |
| 1979-01-15 | Avon Champ's of Houston      |               | 125.000       | tapijt, binnen    | Martina Navrátilová | Virginia Wade           | 6-3, 6-2      |
| 1980-02-25 | Avon Champ's of Houston      |               | 150.000       | tapijt, binnen    | Billie Jean King    | Martina Navrátilová     | 6-1, 6-3      |
| 1981-02-16 | Avon Champ's of Houston      |               | 100.000       | tapijt, binnen    | Hana Mandlíková     | Bettina Bunge           | 6-4, 6-4      |
| 1982-02-15 | Avon Champ's of Houston      |               | 100.000       | tapijt, binnen    | Bettina Bunge       | Pam Shriver             | 6-2, 3-6, 6-2 |
| 1983-01-10 | VS of Houston                |               | 150.000       | tapijt, binnen    | Martina Navrátilová | Sylvia Hanika           | 6-3, 7-6      |
| 1984-01-30 | VS of Houston                |               | 150.000       | tapijt, binnen    | Hana Mandlíková     | Manuela Maleeva         | 6-4, 6-2      |
| 1985-04-29 | VS of Houston                |               | 150.000       | gravel, buiten    | Martina Navrátilová | Elise Burgin            | 6-4, 6-1      |
| 1986-05-05 | VS of Houston                |               | 150.000       | gravel, buiten    | Chris Evert-Lloyd   | Kathy Rinaldi           | 6-4, 2-6, 6-4 |
| 1987-04-20 | VS of Houston                |               | 150.000       | gravel, buiten    | Chris Evert         | Martina Navrátilová     | 3-6, 6-1, 7-6 |
| 1988-04-18 | VS of Houston                | Tier III      | 250.000       | gravel, buiten    | Chris Evert         | Martina Navrátilová     | 6-0, 6-4      |
| 1989-04-24 | VS of Houston                | Tier III      | 250.000       | gravel, buiten    | Monica Seles        | Chris Evert             | 3-6, 6-1, 6-4 |
| 1990-03-26 | VS of Houston                | Tier III      | 225.000       | gravel, buiten    | Katerina Maleeva    | Arantxa Sánchez Vicario | 6-1, 1-6, 6-4 |
| 1991-04-15 | VS of Houston                | Tier II       | 350.000       | gravel, buiten    | Monica Seles        | Mary Joe Fernandez      | 6-4, 6-3      |
| 1992-04-13 | VS of Houston                | Tier II       | 350.000       | gravel, buiten    | Monica Seles        | Zina Garrison           | 6-1, 6-1      |
| 1993-03-22 | VS of Houston                | Tier II       | 375.000       | gravel, buiten    | Conchita Martínez   | Sabine Hack             | 6-3, 6-2      |
| 1994-03-21 | VS of Houston                | Tier II       | 400.000       | gravel, buiten    | Sabine Hack         | Mary Pierce             | 7-5, 6-4      |
| 1995-04-10 | Gallery Furniture Champ's    | Tier II       | 430.000       | gravel, buiten    | Steffi Graf         | Åsa Carlsson            | 6-1, 6-1      |

### Dubbelspel
| Datum      | Naam                         | Cat.          | ($)           | Ondergrond        | Winnaressen                          | Verliezend finalistes                  | Uitslag                    |               |
| ---------- | ---------------------------- | ------------- | ------------- | ----------------- | ------------------------------------ | -------------------------------------- | -------------------------- | ------------- |
| 1969-04-14 | River Oaks Invitation        |               |               | gravel, buiten    | Margaret Court Judy Tegart           | Karen Krantzcke Kerry Melville         | 6-4, 6-3                   |               |
| 1970       | geen toernooi                | geen toernooi | geen toernooi | geen toernooi     | geen toernooi                        | geen toernooi                          | geen toernooi              | geen toernooi |
| 1971-08-02 | Virginia Slims International |               | 40.000        | tapijt, binnen    | Rosie Casals Billie Jean King        | Judy Dalton Françoise Dürr             | 6-3, 1-6, 6-2              |               |
| 1972       | geen toernooi                | geen toernooi | geen toernooi | geen toernooi     | geen toernooi                        | geen toernooi                          | geen toernooi              | geen toernooi |
| 1973-09-17 | Virginia Slims of Houston    |               | 30.000        |                   | Mona Schallau Pam Teeguarden         | Françoise Dürr Betty Stöve             | 6-3, 5-7, 6-4              |               |
| 1974-09-30 | Virginia Slims of Houston    |               | 50.000        | hardcourt, buiten | Janet Newberry Wendy Overton         | Sue Stap Virginia Wade                 | 4-6, 7-5, 6-2              |               |
| 1975-03-10 | Virginia Slims of Houston    |               | 75.000        | tapijt, binnen    | Françoise Dürr Betty Stöve           | Evonne Goolagong Virginia Wade         | 2-6, 6-3, 7-6              |               |
| 1976-01-12 | Virginia Slims of Houston    |               | 75.000        | tapijt, binnen    | Rosie Casals Françoise Dürr          | Chris Evert Martina Navrátilová        | 6-0, 7-5                   |               |
| 1977-01-17 | Virginia Slims of Houston    |               | 100.000       | tapijt, binnen    | Martina Navrátilová Betty Stöve      | Sue Barker Ann Kiyomura                | 4-6, 6-2, 6-1              |               |
| 1978-01-16 | Virginia Slims of Houston    |               | 100.000       | tapijt, binnen    | Billie Jean King Martina Navrátilová | Greer Stevens Mona Guerrant            | 7-6, 4-6, 7-6              |               |
| 1979-01-15 | Avon Champ's of Houston      |               | 125.000       | tapijt, binnen    | Martina Navrátilová Janet Newberry   | Pam Shriver Betty Stöve                | 4-6, 6-4, 6-2              |               |
| 1980-02-25 | Avon Champ's of Houston      |               | 150.000       | tapijt, binnen    | Billie Jean King Ilana Kloss         | Betty Stöve Wendy Turnbull             | 3-6, 6-1, 6-4              |               |
| 1981-02-16 | Avon Champ's of Houston      |               | 100.000       | tapijt, binnen    | Sue Barker Ann Kiyomura              | Regina Maršíková Mary-Lou Piatek       | 5-7, 6-4, 6-3              |               |
| 1982-02-15 | Avon Champ's of Houston      |               | 100.000       | tapijt, binnen    | Kathy Jordan Pam Shriver             | Sue Barker Sharon Walsh                | 7-6, 6-2                   |               |
| 1983-01-10 | VS of Houston                |               | 150.000       | tapijt, binnen    | Martina Navrátilová Pam Shriver      | Jo Durie Barbara Potter                | 6-4, 6-3                   |               |
| 1984-01-30 | VS of Houston                |               | 150.000       | tapijt, binnen    | Mima Jaušovec Anne White             | Barbara Potter Sharon Walsh            | 6-4, 3-6, 7-6              |               |
| 1985-04-29 | VS of Houston                |               | 150.000       | gravel, buiten    | Elise Burgin Martina Navrátilová     | Manuela Maleeva Helena Suková          | 6-1, 3-6, 6-3              |               |
| 1986-05-05 | VS of Houston                |               | 150.000       | gravel, buiten    | Chris Evert-Lloyd Wendy Turnbull     | Elise Burgin JoAnne Russell            | 6-2, 6-4                   |               |
| 1987-04-20 | VS of Houston                |               | 150.000       | gravel, buiten    | Kathy Jordan Martina Navrátilová     | Zina Garrison Lori McNeil              | 6-2, 6-4                   |               |
| 1988-04-18 | VS of Houston                | Tier III      | 250.000       | gravel, buiten    | Katrina Adams Zina Garrison          | Lori McNeil Martina Navrátilová        | 6-7, 6-2, 6-4              |               |
| 1989-04-24 | VS of Houston                | Tier III      | 250.000       | gravel, buiten    | Katrina Adams Zina Garrison          | Gigi Fernández Lori McNeil             | 6-3, 6-4                   |               |
| 1990-03-26 | VS of Houston                | Tier III      | 225.000       | gravel, buiten    | niet gespeeld wegens regen           | niet gespeeld wegens regen             | niet gespeeld wegens regen |               |
| 1991-04-15 | VS of Houston                | Tier II       | 350.000       | gravel, buiten    | Jill Hetherington Kathy Rinaldi      | Patty Fendick Mary Joe Fernandez       | 6-1, 2-6, 6-1              |               |
| 1992-04-13 | VS of Houston                | Tier II       | 350.000       | gravel, buiten    | Patty Fendick Gigi Fernández         | Jill Hetherington Kathy Rinaldi        | 7-5, 6-4                   |               |
| 1993-03-22 | VS of Houston                | Tier II       | 375.000       | gravel, buiten    | Katrina Adams Manon Bollegraf        | Jevgenia Manjoekova Radomira Zrubáková | 6-3, 5-7, 7-6              |               |
| 1994-03-21 | VS of Houston                | Tier II       | 400.000       | gravel, buiten    | Manon Bollegraf Martina Navrátilová  | Katrina Adams Zina Garrison            | 6-4, 6-2                   |               |
| 1995-04-10 | Gallery Furniture Champ's    | Tier II       | 430.000       | gravel, buiten    | Nicole Arendt Manon Bollegraf        | Wiltrud Probst Rene Simpson            | 6-4, 6-2                   |               |

## Recente finales

### Enkelspel
| Datum      | Naam                     | Cat.       | ($)     | Ondergrond        | Winnares         | Verliezend finaliste | Uitslag       |         |
| ---------- | ------------------------ | ---------- | ------- | ----------------- | ---------------- | -------------------- | ------------- | ------- |
| 2018-11-12 | Oracle Challenger Series | Challenger | 150.000 | hardcourt, buiten | Peng Shuai       | Lauren Davis         | 1-6, 7-5, 6-4 | details |
| 2019-11-10 | Oracle Challenger Series | Challenger | 162.480 | hardcourt, buiten | Kirsten Flipkens | Coco Vandeweghe      | 7-6, 6-4      | details |

### Dubbelspel
| Datum      | Naam                     | Cat.       | ($)     | Ondergrond        | Winnaressen                   | Verliezend finalistes           | Uitslag          |         |
| ---------- | ------------------------ | ---------- | ------- | ----------------- | ----------------------------- | ------------------------------- | ---------------- | ------- |
| 2018-11-12 | Oracle Challenger Series | Challenger | 150.000 | hardcourt, buiten | Maegan Manasse Jessica Pegula | Desirae Krawczyk Giuliana Olmos | 1-6, 6-4, [10-8] | details |
| 2019-11-10 | Oracle Challenger Series | Challenger | 162.480 | hardcourt, buiten | Ellen Perez Luisa Stefani     | Sharon Fichman Ena Shibahara    | 1-6, 6-4, [10-5] | details |

2018 · 2019
ITF-toernooien (mannen en vrouwen)

ATP-toernooien (mannen) – ATP-seizoen 2025

WTA-toernooien (vrouwen) – WTA-seizoen 2025

Voormalige toernooien mannen
Voormalige toernooien vrouwen
Voormalige amateurtoernooien